# اختراق قبوي

اختراقات قبوية في حدود صفيحة الاندساس (الانغراس)

الاختراق القبوي أو الاندساس القُبِّيّ أو القبة الملحية القاطعة أو الخارقة أو الاندساس الصاعد هو نوع من التسلل البركاني حيث يجري إجبار مادة أكثر قدرة على الحركة ومطيلية التشوه داخل الصخور العليا الهشة. يمكن أن تُراوح الاختراقات القبوية اعتمادًا على البيئة التكتونية من شكل عدم استقرار رايلي - تايلور الفطري في المناطق ذات الإجهاد الصفيحي المنخفض مثل خليج المكسيك إلى جُدة قاطعة للمواد التي تتحرك على طول الكسور المستحثة التكتونية في الصخور المحيطة.

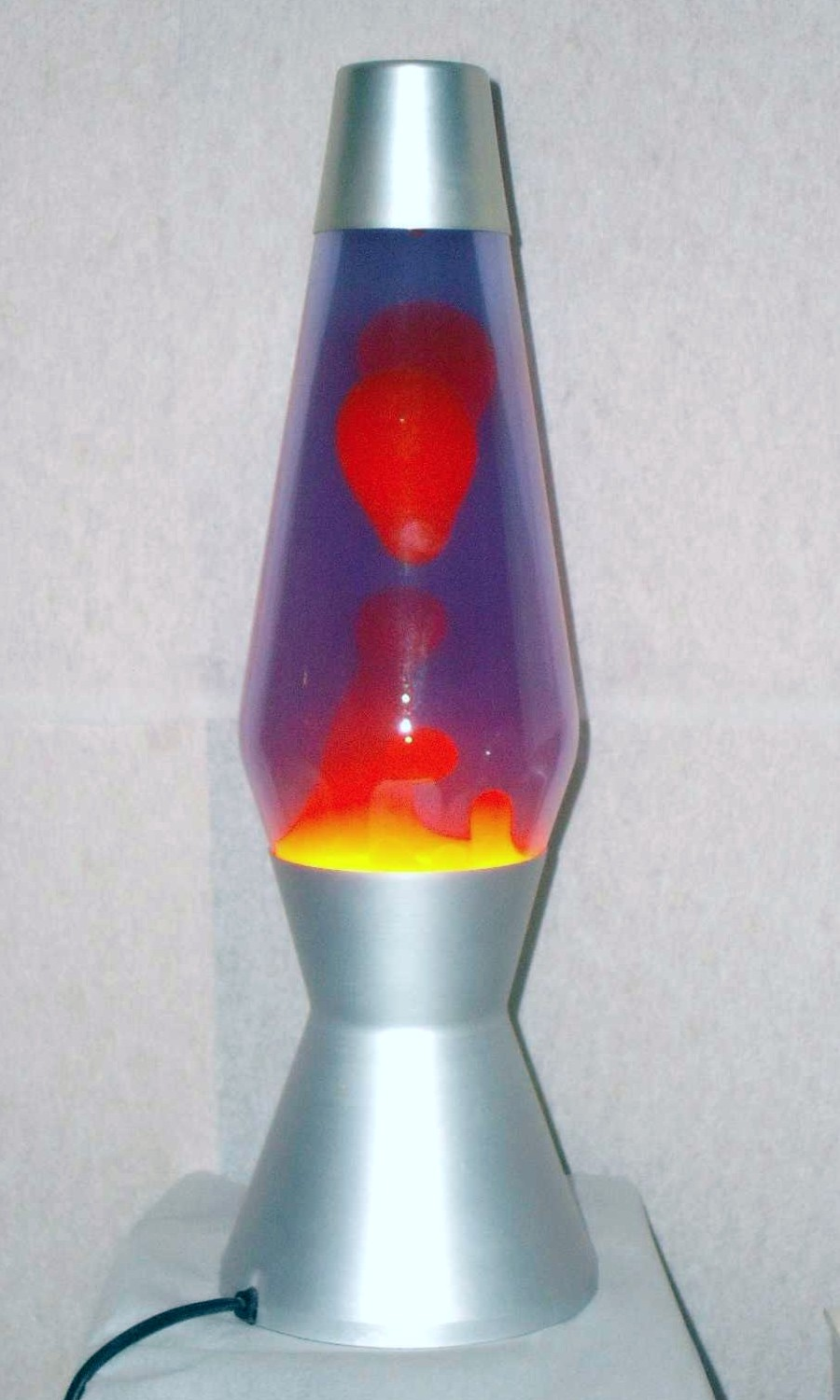
يوضح مصباح الحمم البركانية نمط عدم الاستقرا حيث تكون الضغوط الصفيحية منخفضة.